# Provinciale weg 506
De provinciale weg 506, ook wel N506, is de weg vanaf het einde van de bebouwde kom van Hoorn tot aan de N307 bij Grootebroek.
De oorspronkelijke naam was 'Lageweg'. Deze verdween nadat de route vanuit Hoorn werd omgelegd van de huidige Willemsweg naar de nieuw aangelegde rondweg ('Nieuwe weg') ten noorden van de stad, die tevens direct op de A7 aansloot. Van de oude kronkelige Lageweg, zoals die er tot de jaren 50 van de twintigste eeuw uitzag, zijn nog een paar delen overgebleven (zij het inmiddels geasfalteerd).
De omgelegde route die toen nog buiten de bebouwde kom van Hoorn liep, kreeg als administratief wegnummer Secundaire weg 12 mee in de secundaire en tertiaire provinciale wegenplannen van 1960. Sinds de vaststelling van het Ontwerp Provinciaal Wegenplan Noord-Holland 1968 - zowel in het secundaire als in het tertiaire plan - kreeg deze weg als administratief nummer Secundaire weg 9.
In het provinciale wegenplan 1988 is het gedeelte van deze S9 binnen de bebouwde kom van Hoorn niet meer aangewezen als Secundaire weg. Ergens in die periode moet de weg zijn overgedragen aan de gemeente Hoorn. Daarbij speelde mee dat door het groeikernenbeleid van het Rijk Hoorn intussen fors was uitgebreid waardoor de S9 binnen de bebouwde kom kwam te liggen en steeds meer een lokale functie vervulde in plaats van een interlokale. Tegelijkertijd was de provincie ook bezig met de aanleg en het ontwerp van het laatste gedeelte van de Westfrisiaweg Oost (toentertijd bekend als S31) ten noorden van inmiddels verschoven bebouwde kom van Hoorn. Mede daardoor is dit weggedeelte afgestoten.
Door het wegenproject N23 is de N506 een stukje ingekort. De N307 (voormalige N302) kreeg een nieuwe route ten zuiden van Hoogkarspel en Bovenkarspel en maakt daarbij deels gebruik van de N506 tussen Grootebroek en Enkhuizen. Op 13 november 2018 werd de omlegging geopend en de N506 ingekort tot aan de N307.
N23 · N194 · N196 · N197 · N198 · N199 · N200 · N201 · N202 · N203 · N204 · N205 · N206 · N207 · N208 · N209 · N210 · N211 · N212 · N213 · N214 · N215 · N216 · N217 · N218 · N219 · N220 · N221 · N222 · N223 · N224 · N225 · N226 · N227 · N228 · N229 · N230 · N231 · N232 · N233 · N234 · N235 · N236 · N237 · N238 · N239 · N240 · N241 · N242 · N243 · N244 · N245 · N246 · N247 · N248 · N249 · N250 · N307

N401 · N402 · N403 · N404 · N405 · N406 · N407 · N408 · N409 · N410 · N411 · N412 · N413 · N414 · N415 · N416 · N417 · N418 · N419 · N420 · N421 · N439 · N440 · N441 · N442 · N443 · N444 · N445 · N446 · N447 · N448 · N449 · N450 · N451 · N452 · N453 · N454 · N455 · N456 · N457 · N458 · N459 · N460 · N461 · N462 · N463 · N464 · N465 · N466 · N467 · N468 · N469 · N470 · N471 · N472 · N473 · N474 · N475 · N476 · N477 · N478 · N479 · N480 · N481 · N482 · N483 · N484 · N487 · N488 · N489 · N490 · N491 · N492 · N493 · N494 · N495 · N496 · N497 · N498 · N501 · N502 · N503 · N504 · N505 · N505 (Andijk) · N506 · N507 · N508 · N509 · N510 · N511 · N512 · N513 · N514 · N515 · N516 · N517 · N518 · N519 · N520 · N521 · N522 · N523 · N524 · N525 · N526 · N527 · N806 · N830 · N848

Cursief vermelde wegen zijn voormalige Provinciale wegen